# Evansville (Indiana)

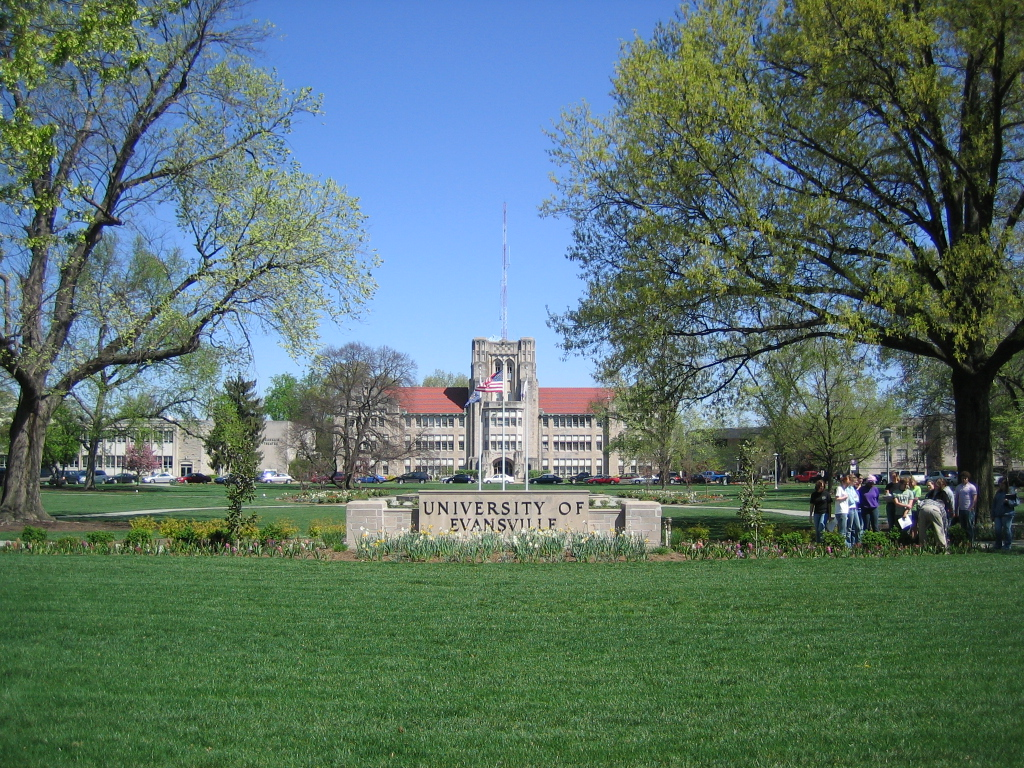
University of Evansvile

Evansville – miasto w Stanach Zjednoczonych, w stanie Indiana, ośrodek administracyjny hrabstwa Vanderburgh, położone nad zakolem rzeki Ohio, na jej północnym brzegu, przy granicy stanu Kentucky. W 2020 roku liczyło 117 298 mieszkańców, a obszar metropolitalny – 314 049.
Evansville założono w 1812 roku, ze względu na swoje położenie nosi przydomek River City. Miasto jest siedzibą uczelni University of Evansville oraz University of Southern Indiana.

## Gospodarka
W mieście rozwinął się przemysł maszynowy, elektrotechniczny, chemiczny oraz hutniczy. W mieście znajduje się port lotniczy Evansville.

## Sport
W mieście rozgrywany jest kobiecy turniej tenisowy, pod nazwą The Women's Hospital Classic, zaliczany do rangi ITF, z pulą nagród 15 000 $.

## Urodzeni w Evansville
- Luke Messer, amerykański polityk, kongresman ze stanu Indiana

## Miasta partnerskie
- Osnabrück
- Tochigi